# 呉坤修
呉 坤修（ご こんしゅう、Wu Kunxiu、1816年 - 1872年）、字は竹荘。清朝の官僚。
江西省新建出身。1849年、李沅発の乱の鎮圧にあたり、県丞候補にあげられた。1852年、太平天国軍が長沙を包囲したとき、防衛に功績をあげて知県に任ぜられた。やがて曽国藩が湘軍を創設すると、呉坤修は水軍の兵器担当となった。1854年より水軍は江西省・湖北省を転戦し、同知に昇進した。
1856年、江西省の情勢が悪化したため、湖北巡撫胡林翼の命で兵を集めて「彪字営」と名付け、援軍に向かった。奉新・瑞州を奪回し、広東南韶連道を授かった。1859年より江西巡撫耆齢の命で団練を組織し、湖口・建徳・徽州で太平天国軍と戦った。
1862年、太平天国の忠王李秀成が蘇州から湘軍に包囲された都の天京の救援に赴く際、蕪湖にも軍を派遣したが、呉坤修はこの分遣隊を撃破した。その後、高淳・溧水を陥落させ、天京の包囲を狭めた。1864年、天京が陥落すると、徽寧池太広道、安徽按察使などに任じられ、さらに安徽布政使、安徽巡撫代理を歴任した。